# برفین ولیلو
برفین ولیلو همسر میثم صالحی بازیکن تیم ملی والیبال ایران می باشد.
میثم صالحی که پس از پشت سر گذاشتن مصدومیت از ناحیه کتف سعی در بازگشتن به دوران طلایی خود را داشت ، تصمیم گرفت که به جرگه ی متاهلین بپیوندد تا اینگونه انگیزه ی بیشتری برای بازگشت به دوران اوج خود را داشته باشد.‌‌پس از حدود 7 سال آشنایی ، میثم صالحی و برفین ولیلو در تاریخ 1403/4/16 در ارومیه ازدواج کردند.
ماجرای عشق و عاشقی این دو به 7 سال پیش باز می گردد، درست  همان زمانی که میثم صالحی هنوز آنقدر معروف نشده بود.
رابطه ی آنها کش و قوس های فراوانی. داشت و تا جایی پیش رفت که حتی برفین صفحه ی اینستاگرام خود را برای مدتی حذف کرده بود و میثم نیز به نشانه ی دلتنگی در بیو صفحه اینستاگرامش ایموجی برف گذاشته بود.